# Danuta Jazłowiecka
 (décembre 2017).
Si vous disposez d'ouvrages ou d'articles de référence ou si vous connaissez des sites web de qualité traitant du thème abordé ici, merci de compléter l'article en donnant les références utiles à sa vérifiabilité et en les liant à la section « Notes et références ».
Danuta Jazłowiecka, née le 19 mai 1957 à Opole, est une femme politique polonaise, membre de la Plate-forme civique (PO).

## Biographie
Elle est diplômée de l'école supérieure d'ingénierie d'Opole. Jusqu'en 1991, elle dirigeait sa propre entreprise. De 1992 à 1993, elle a été la fondatrice et la coordinatrice du Polish-American Entrepreneurship Club du Opole Center for Local Democracy. De 1993 à 1995, elle a été secrétaire du conseil de surveillance de la radio polonaise Opole. En 1999, elle a été directrice du département du développement régional du bureau provincial d'Opole et, jusqu'en 2003, directrice du département de l'intégration européenne du bureau du maréchal de la voïvodie d'Opole. Ensuite, elle a travaillé comme chef du département des affaires européennes et de la planification du développement à la ville d'Opole.
En 2004, sur la liste de la Plate-forme civique (PO), elle a sans succès candidaté pour le Parlement européen. En 2005, elle obtient son premier mandat parlementaire. Lors des élections parlementaires de 2007, elle a obtenu pour la deuxième fois un mandat parlementaire, obtenant 24 859 voix. La même année, elle a été élue vice-présidente de l'Assemblée parlementaire du Conseil de l'Europe. Dans la même année, elle a reçu le titre d '«Ami de l'école» des écoles publiques. Les lauréats polonais du prix Nobel à Łambinowice.
En 2009, elle a été élue députée au Parlement européen dans la circonscription de la Basse-Silésie-Opole. Elle est devenue membre du Parti populaire européen, de la commission de l'emploi et des affaires sociales et de la commission des affaires économiques et monétaires. En 2013, elle a reçu le prix Labor Mobilis pour son travail sur la directive européenne sur le détachement des travailleurs.
En 2014, elle est réélue au parlement européen, assumant le rôle de vice-présidente de la commission de l'emploi et des affaires sociales au cours de la huitième législature.